# Valgbarhedsnævnet
Valgbarhedsnævnet er uafhængigt organ nedsat af Indenrigs- og Socialministeriet, der tager stilling til sager, hvor der er stillet spørgsmål til folkevalgte politikeres valgbarhed. 
Valgbarhedsnævnet vurderer, hvorvidt et medlem af en kommunalbestyrelse eller et regionsråd er valgbar, hvis vedkommende er straffet for kriminalitet. Hovedreglen er, at medlemmet mister sin valgbarhed, hvis det ved en dom eller bøde er straffet for en handling, der i almindeligt omdømme gør medlemmet uværdig til at være politiker. Nævnets afgørelse kan ikke ankes til anden offentlig myndighed.
Nævnet tager også stilling til valgbarheden for personer, der besidder andre offentlige hverv, som forudsætter at de pågældende er valgbare til kommunalbestyrelser og regionsråd. Spørgsmål om valgbarhed for personer indvalgt i Folketinget eller Europa-Parlamentet afgøres af Folketinget.
Medlemmerne af nævnet er dels udpeget af indenrigs- og socialministeren, dels af KL og Danske Regioner. Formanden er landsdommer eller højesteretsdommer. 